# Kirchenkreis Eisenberg
Der Evangelisch-Lutherische Kirchenkreis Eisenberg ist einer von 37 Kirchenkreisen der Evangelischen Kirche in Mitteldeutschland. Der Kirchenkreis gehörte bis zu dessen Auflösung zum Propstsprengel Gera-Weimar; seit 2022 gehört er zum Bischofssprengel Erfurt. Sitz der Superintendentur ist die Stadt Eisenberg.
13 Pfarrer betreuen, zusammen mit weiteren Mitarbeitern und Ehrenamtlichen, die insgesamt rund 13.000 Gläubigen und 131 Kirchen im Kirchenkreis.

## Lage
Das Gebiet des Kirchenkreises entspricht weitgehend dem des Saale-Holzland-Kreises. Die Gemeinden Breitenhain, Lichtenau, Stanau und Strößwitz gehören zur Stadt Neustadt an der Orla im Saale-Orla-Kreis, Birkhausen, Caaschwitz und Oberndorf zum Landkreis Greiz, Eckolstädt, Lachstedt, Münchengosserstädt und Schmiedehausen zum Landkreis Weimarer Land und Boblas, Heiligenkreuz, Neidschütz und Prießnitz zur Stadt Naumburg (Saale) im Burgenlandkreis (Sachsen-Anhalt). Dafür gehören einige Gemeinden aus dem Umland von Jena zum Kirchenkreis Jena, wenige Gemeinden aus dem Süden des Saale-Holzland-Kreises zu den Kirchenkreisen Gera oder Schleiz, die Stadtkirche Schkölen und die Kirche Zschorgula zum Kirchenkreis Naumburg-Zeitz.

## Geschichte
Der Kirchenkreis entstand in seiner jetzigen Form 1998. Nach der neuen Einteilung der Evangelisch-Lutherischen Kirche in Thüringen 1923 bestanden im Gebiet des heutigen Kirchenkreises Eisenberg noch mehrere Kirchenkreise: Eisenberg, Orlamünde, Roda (später Stadtroda) und Kahla (alle bis 1918 zu Sachsen-Altenburg gehörend) sowie Camburg (Sachsen-Meiningen) und Dornburg (Sachsen-Weimar-Eisenach). Nach mehreren Fusionen waren 1998 noch die Kirchenkreise Eisenberg und Kahla-Stadtroda übrig, die dann zum neuen Kirchenkreis Eisenberg wurden.

## Aufgaben
Die Arbeit, neben der Gestaltung des Gemeindelebens, teilt sich in die Bereiche Kirchenmusik, Jugendliche, Stufen des Lebens, Kinder und Familie sowie Diakonie. Die Verwaltung ist im Kreiskirchenamt Gera konzentriert, das auch für die Kirchenkreise Altenburger Land, Gera, Greiz, Jena und Schleiz zuständig ist.

## Pfarrbereiche
Die Kirchengemeinden sind in 14 Pfarrbereiche gegliedert: Bad Klosterlausnitz, Bürgel, Camburg-Leislau, Dornburg-Steudnitz, Eisenberg, Eisenberg-Crossen, Eisenberg-Königshofen, Hermsdorf, Kahla, Orlamünde, Ottendorf, Reinstädt-Reinstädter Grund, Stadtroda und Trockenborn.